# Heartbreaker (Mariah Carey)
Heartbreaker is een nummer van de Amerikaanse zangeres Mariah Carey uit 1999, in samenwerking met de eveneens Amerikaanse rapper Jay-Z. Het is de eerste single van Carey's zevende studioalbum Rainbow.
Met dit nummer gaat Carey verder de kant van de hiphop op dan ze eerder deed. Het refrein van het nummer is gebaseerd op het nummer  "Attack of the Name Game" van Stacy Lattisaw. "Heartbreaker" werd een wereldwijde hit, met een nummer 1-positie in de Amerikaanse Billboard Hot 100. In de Nederlandse Top 40 haalde het nummer de 7e positie, en in de Vlaamse Ultratop 50 de 27e.